# Raionul Lebedîn, Sumî
Lebedîn (în ucraineană Лебединський район, transliterat: Lebedînskîi raion) este un raion în regiunea Sumî, Ucraina. Reședința sa este orașul Lebedîn.

## Demografie
Componența lingvistică a raionului Lebedîn
     Ucraineană (96,06%)
     Rusă (3,5%)
     Alte limbi (0,27%)
Conform recensământului din 2001, majoritatea populației raionului Lebedîn era vorbitoare de ucraineană (96,06%), existând în minoritate și vorbitori de rusă (3,5%).